# Marek Kłodziński
Marek Kłodziński (ur. 11 maja 1938 w Warszawie) – polski ekonomista, specjalista od problematyki rolnej i wielofunkcyjnego rozwoju obszarów wiejskich, były dyrektor Instytutu Rozwoju Wsi i Rolnictwa Polskiej Akademii Nauk.

## Życiorys
W latach 1964–1968 był doktorantem Komitetu Badań Rejonów Uprzemysławianych PAN. W latach 1968–1971 pracował na stanowisku adiunkta w Zakładzie Badań Rejonów Uprzemysławianych PAN. Od 1971 roku do chwili obecnej pracuje naukowo w Instytucie Rozwoju Wsi i Rolnictwa PAN na stanowiskach: Kierownika Zakładu Realizacji Badań (lata 1975–1985), Dyrektora Instytutu (1997–2008) oraz Kierownika Zakładu Ekonomii Wsi (lata 2008–2014). W okresie 1992–1999 był Dyrektorem Centrum Naukowo-Wdrożeniowego Szkoły Głównej Gospodarstwa Wiejskiego w Warszawie, a w latach 1997–2008 Kierownikiem Katedry Rozwoju Obszarów Wiejskich i Gospodarki Żywnościowej Akademii Rolniczej w Szczecinie. Od 2020 roku jest prezesem zarządu Fundacji Badań Wiejsko-Miejskich RURall (Rural and Urban Research).
Po ukończeniu Liceum Ogólnokształcącego im. T. Reytana w Warszawie (1955) rozpoczął studia na Wydziale Rolniczym SGGW, które ukończył w 1963 roku jako magister inżynier rolnik. Stopień naukowy doktora nauk rolniczych uzyskał w roku 1971 uchwałą Rady Wydziału Ekonomiczno-Rolniczego SGGW po obronie pracy doktorskiej pt. Zmiany w produkcji rolniczej zachodzące w latach 1961–1966 w uprzemysłowionym regionie płockim. Stopień naukowy doktora habilitowanego nauk rolniczych w zakresie ekonomiki rolnictwa otrzymał w 1974 roku na podstawie uchwały Rady Wydziału Ekonomiczno-Rolniczego SGGW w wyniku pozytywnej oceny ogólnego dorobku naukowego i przedłożonej rozprawy habilitacyjnej pt. Gospodarstwa chłopo-robotnicze. Stopień naukowy profesora uzyskał w wyniku wniosku popartego przez Radę Wydziału Ekonomiczno-Rolniczego SGGW w 1992 roku, a stopień naukowy profesora zwyczajnego w Polskiej Akademii Nauk w 1997 roku.

## Dorobek naukowy
Dorobek naukowy prof. Marka Kłodzińskiego obejmuje 432 pozycje opublikowane, z czego 276 to oryginalne prace twórcze. Jest autorem 11 książek, 25 książek wydano pod jego redakcją lub współredakcją naukową, w tym czterech w językach obcych, 98 rozdziałów w monografiach, 164 artykułów w czasopismach naukowych i 124 artykułów popularnonaukowych. W czasie swojej kariery zawodowej wygłosił ponad 70 referatów na konferencjach oraz był przewodniczącym komitetów organizacyjnych 29 konferencji, w tym 7 międzynarodowych. Zrecenzował wiele prac naukowych, w tym 89 recenzji książek i artykułów, 23 recenzje rozpraw doktorskich, 6 recenzji prac habilitacyjnych oraz 11 recenzji dorobku naukowego osób ubiegających się o tytuł naukowy profesora.

## Monografie autorskie
- Aktywizacja społeczno-gospodarcza gmin wiejskich i małych miast, IRWiR PAN, Warszawa 2006
- Aktywizacja gospodarcza obszarów wiejskich, IRWiR PAN, Warszawa 1999
- Wielofunkcyjny rozwój terenów wiejskich w Polsce i krajach Unii Europejskiej, Wydawnictwo SGGW, Warszawa 1996
- Polska na tle ogólnoświatowych tendencji w rozwoju dwuzawodowości w rolnictwie, PWN, Warszawa 1986
- Gospodarstwa o mieszanych źródłach dochodu w Polsce i w innych krajach, IRWiR PAN, Warszawa 1982
- Dwuzawodowość w rolnictwie polskim, IRWiR PAN, Warszawa 1978
- Proste formy kooperacji w rolnictwie polskim, IRWiR PAN, Warszawa 1976
- Kooperacja pozioma w rolnictwie krajów kapitalistycznych, IRWiR PAN, Warszawa 1976
- Gospodarstwa chłopsko-robotnicze, PWN, Warszawa 1974
- Wpływ uprzemysłowienia na poziom i strukturę produkcji rolniczej, IRWiR PAN, Warszawa 1972
- Rolnictwo w Wielkiej Brytanii, PWRiL, Warszawa 1969

## Nagrody i wyróżnienia
W 2013 uhonorowany tytułem doktora honoris causa przez Senat Szkoły Głównej Gospodarstwa Wiejskiego w Warszawie. Otrzymał Srebrny Krzyż Zasługi, Krzyż Kawalerski Orderu Odrodzenia Polski, Krzyż Oficerski Orderu Odrodzenia Polski, Medal Polskiej Akademii Nauk za szczególne zasługi dla rozwoju nauki polskiej i światowej związane ze społeczną rolą nauki, Laur Wydziału V PAN za wybitny wkład w rozwój nauk ekonomiczno-rolniczych, Odznakę Instytutu Ekonomii Rosyjskiej Akademii Nauk, Odznakę Honorową Senatu SGGW, Odznakę Honorową Ministra Rolnictwa i Rozwoju Wsi, Medal za Zasługi dla Ubezpieczenia Społecznego Rolnika, Odznakę Honorową Senatu Akademii Rolniczej w Szczecinie.